# برج کاسکاتلان
برج کاسکاتلان (به اسپانیایی: Torre Cuscatlán) یک سازه (ساختمان) در السالوادور است که در San Salvador واقع شده‌است.